# Кіцманська міська територіальна громада
Кіцманська міська громада — територіальна громада України, в Чернівецькому районі Чернівецької області. Адміністративний центр — місто Кіцмань.
Площа громади — 96,3 км², населення — 14 474 мешканці (2018).
Утворена 8 серпня 2017 року шляхом об'єднання Кіцманської міської ради та Давидівської, Суховерхівської сільських рад Кіцманського району.
29 жовтня 2018 добровільно приєдналися Лашківська та Шипинецька сільські ради.

## Населені пункти
До складу громади входять 11 населених пунктів — 1 місто (Кіцмань) і 10 сіл: Валява, Витилівка, Гаврилівці, Давидівці, Іванківці, Кліводин, Лашківка, Ошихліби, Суховерхів та Шипинці.